# Forcepia dentifera
Forcepia dentifera är en svampdjursart som först beskrevs av Topsent 1927.  Forcepia dentifera ingår i släktet Forcepia och familjen Coelosphaeridae. Inga underarter finns listade i Catalogue of Life.